# بلبل قهوه‌ای
بلبل قهوه‌ای ممکن است به یکی از موارد زیر اشاره داشته باشد:
- بلبل قهوه‌ای گردن‌سیاه، نام جایگزین گونه‌ای از پرنده که در شرق و جنوب شرقی آفریقا یافت می‌شود.
- پرنده قهوه‌ای شمالی، گونه‌ای پرنده که در شرق و جنوب شرقی آفریقا یافت می‌شود.
- بلبل قهوه‌ای زمینی نیاسا، زیرگونه‌ای از پرنده که در شرق و جنوب شرقی آفریقا یافت می‌شود.
- طوطی قهوه‌ای زمینی، گونه‌ای پرنده است که در شرق و جنوب شرقی آفریقا یافت می‌شود.